# Chikusa (Nagoja)
Chikusa (jap. 瑞穂区 Chikusa-ku) – jedna z 16 dzielnic Nagoi, stolicy prefektury Aichi. Dzielnica została założona 1 października 1937 roku przez wydzielenie części dzielnicy Higashi (terenów byłego miasteczka Chikusa i wsi Higashiyama). Położona w północno-wschodniej części miasta. Graniczy z dzielnicami: Naka, Higashi, Moriyama, Meitō, Tempaku i Shōwa.
Na terenie dzielnicy znajdują się uczelnie Nagoya University, Nagoya City University, Sugiyama Jogakuen University oraz kampusy Aichi Gakuin University, Aichi Shukutoku University i Aichi Institute of Technology.